# Rescue Me (canción de Madonna)
«Rescue Me» es una canción interpretada por la cantante estadounidense Madonna, incluida en su primer álbum de grandes éxitos, The Immaculate Collection (1990). Compuesta y producida por Madonna y Shep Pettibone, con quien trabajó en su anterior sencillo «Vogue», fue una de las dos pistas nuevas creadas para el material, junto con «Justify My Love». Es una canción de tempo rápido perteneciente a los géneros dance pop y góspel-house; emplea la técnica de la palabra hablada y Madonna canta con una voz gutural hacia el final. La letra es una declaración sobre el poder del amor y recurre a la metáfora del ahogamiento. Además, referencia a «Stop Her on Sight (S.O.S.)» (1966) de Edwin Starr y «Respect» (1967) de Aretha Franklin.
Inicialmente, no había planes de publicar «Rescue Me» como sencillo, por lo que tampoco se filmó un videoclip oficial; sin embargo, la continua difusión de la canción en las estaciones de radio llevó a que las compañías Sire y Warner Bros. Records la pusieran a la venta como el segundo sencillo del álbum. En los Estados Unidos, estuvo disponible comercialmente el 23 de febrero de 1991 y dos días después en Japón, mientras que, en el Reino Unido, fue el tercer sencillo y salió al mercado en la primera semana de abril de ese año. El lanzamiento estuvo acompañado de un total de ocho remezclas producidas por Pettibone. En términos generales, obtuvo reseñas favorables de críticos y periodistas musicales, quienes elogiaron la producción y la voz de Madonna y la consideraron una de las canciones más infravaloradas de su carrera.
Desde el punto de vista comercial, se ubicó entre los diez primeros puestos en Canadá, Dinamarca, Finlandia, Noruega, los Países Bajos, el Reino Unido y Singapur. En los Estados Unidos, ingresó a la decimoquinta posición de la lista Billboard Hot 100, lo que representó el mayor debut por una artista femenina en ese momento y el más alto en más de veinte años. Un par de semanas después, ascendió al noveno puesto y se convirtió en el vigesimosegundo top diez de Madonna de un total de veintitrés entradas en la lista. La cantante nunca presentó «Rescue Me» en vivo y no fue hasta casi treinta años después de su lanzamiento que formó parte del repertorio de su gira Madame X Tour (2019-2020), aunque como un interludio de baile. Algunos artistas realizaron una versión de la canción para álbumes tributo a Madonna.

## Antecedentes y desarrollo

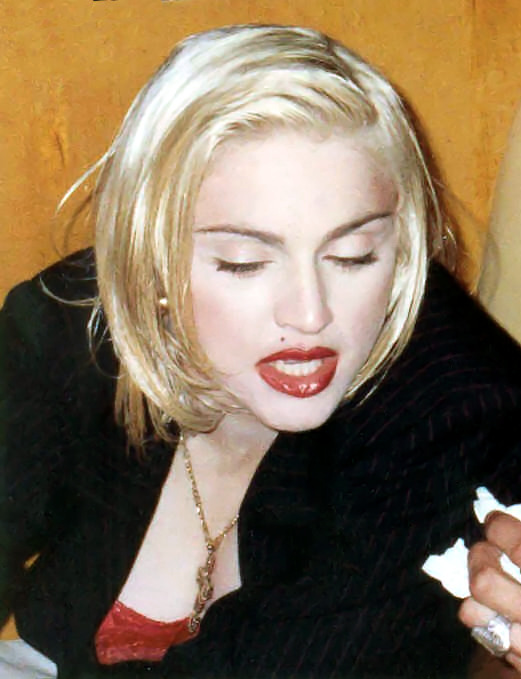
Madonna en septiembre de 1990, un par de meses antes de la publicación del álbum de grandes éxitos The Immaculate Collection, que incluyó a «Rescue Me» como una de las canciones nuevas

En los Estados Unidos, Madonna anotó más éxitos número uno que cualquier otra artista femenina en la era del rock y, en los años 1980, tuvo la mayor cantidad de sencillos consecutivos entre los cinco primeros puestos de la lista Billboard Hot 100, más que cualquier otro artista durante esa década. Con estos logros, y tras la finalización de su gira Blond Ambition World Tour en agosto de 1990, la cantante fijó como siguiente proyecto su primer álbum de grandes éxitos, titulado The Immaculate Collection. La discográfica Warner Bros. Records publicó el recopilatorio en noviembre de 1990 para coincidir con la temporada navideña e incluyó, en orden cronológico, quince de sus mayores éxitos anteriores, desde «Holiday» (1983) hasta «Vogue» (1990); en palabras de J. Randy Taraborrelli: «En realidad, era mucho más que una mera colección de las canciones más vendidas y populares de Madonna. Sirvió como un digno hito para una carrera que, desde sus comienzos profesionales, se había movido en una sola dirección: hacia arriba». Las quince canciones fueron remezcladas mediante el proceso QSound, una tecnología nueva que proporcionaba un sonido tridimensional a partir de sistemas estéreo convencionales, y creaba un efecto envolvente en el oyente en un punto determinado frente a los altavoces. Sumado a ello, Madonna había creado material nuevo para el disco con el músico Lenny Kravitz y el productor y DJ Shep Pettibone.
Madonna tenía como objetivo dar un «estímulo» a sus fanáticos, quienes deseaban escuchar «algo fresco y nuevo», por lo que grabó con Kravitz y Pettibone dos canciones originales para «poner en marcha» el recopilatorio, «Justify My Love» y «Rescue Me», mismas que aparecieron en un anuncio de página completa en la edición del 10 de noviembre de 1990 de Billboard. La artista compuso y produjo «Rescue Me» junto con Pettibone, con quien había trabajado en su anterior sencillo «Vogue» (1990). Anthony Shimkin, asistente de Pettibone y que también colaboró con la cantante en las remezclas de «Keep It Together», así como en «Vogue» y en la producción de The Immaculate Collection, declaró que había participado en la composición de «Rescue Me», de hecho, era la primera vez que escribía para la artista, pero no fue acreditado. La grabación de la canción tuvo lugar en los estudios Axis Recording de Nueva York y contó con la participación de Dian Sorel, Catherine Russell y Lillias White en los coros. Peter Schwartz y Pettibone tocaron los teclados y fueron los respnsables de la programación; Joe Moskowitz colaboró como programador adicional y Anthony Shimkin realizó la edición de audio. P. Dennis Mitchell fue el responsable de la ingeniería bajo la asistencia de Curt Frasca y John Partham; Goh Hotoda y Pettibone realizaron la mezcla en los estudios Sound Works de Nueva York, mientras que Ted Jensen estuvo a cargo de la masterización en los Sterling Sound Studios, también ubicados en la ciudad de Nueva York.

## Composición

### Música

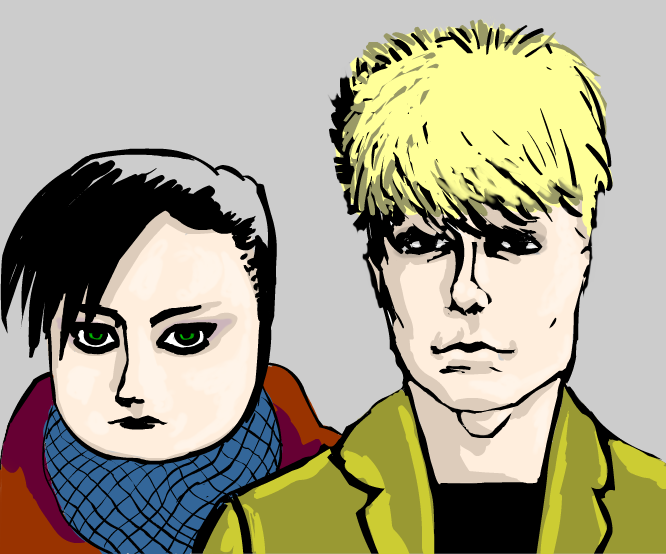
Según el autor Rikky Rooksby, el sonido general de «Rescue Me» recuerda a la obra del dúo británico Yazoo (imagen)

«Rescue Me» es una canción de tempo rápido perteneciente a los géneros dance pop y góspel-house. Larry Flick de Billboard lo llamó un «número rave de pop-dance con toques de house» y Bill Coleman —de la misma revista— escribió que «mezcla la flauta ambient con un sonido de R&B/house». Por su parte, Matthew Barton de la revista The Quietus lo describió como un «híbrido puro de house/góspel y hi-NRG de principios de los años 1990», mientras que Daryl Easlea —uno de los autores de Madonna: Blond Ambition (2012)— le pareció más una pieza «dramática de pop operístico».
Según la partitura publicada en Musicnotes por Alfred Publishing Co. Inc., se establece en un compás de 4/4 con un tempo moderado de 116 pulsaciones por minuto. Está compuesta en la tonalidad de re bemol mayor y el registro vocal de Madonna se extiende desde la nota si bemol3 a mi bemol5. Sigue una progresión armónica de mi bemol menor-re bemol/mi bemol-la bemolsus4/mi bemol-la bemol/mi bemol en la introducción.
«Rescue Me» emplea la técnica de la palabra hablada, así como un estilo soul e interpolaciones de jadeos. El arreglo musical es denso e incluye muchos coros; hacia el final, Madonna canta los últimos versos con voz gutural mientras los instrumentos se desvanecen para dejar solo los coros y luego el sonido de los truenos y la lluvia. Según Rikky Rooksby en The Complete Guide to the Music of Madonna (2004), el sonido general recuerda a la obra del dúo británico Yazoo y a otros artistas de música disco de los años 1980.

### Letra

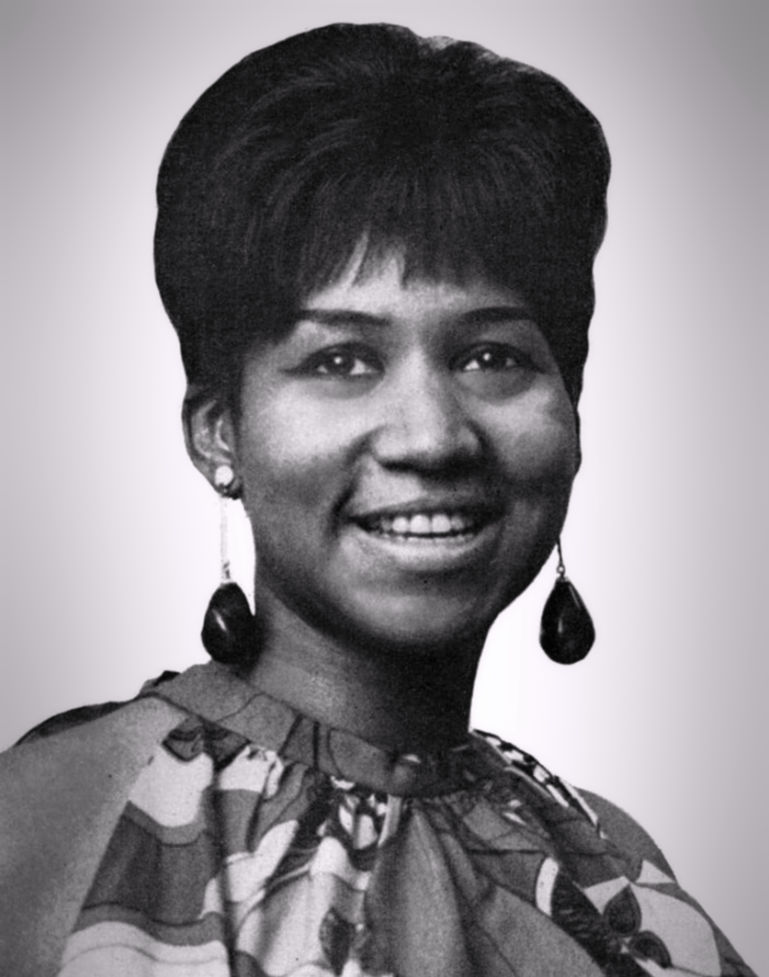
La letra de la canción, que trata sobre el poder del amor, referencia a «Stop Her on Sight (S.O.S.)» (1966) de Edwin Starr y «Respect» (1967) de Aretha Franklin (imagen)

La letra es una declaración sobre el poder del amor y recurre mucho a la metáfora del ahogamiento. Además, referencia a las canciones «Stop Her on Sight (S.O.S.)» (1966) de Edwin Starr y «Respect» (1967) de Aretha Franklin cuando habla sobre enviar un SOS a su amante; de acuerdo con el periodista Mark Watts, Madonna canta «R.E.S.C.U.E. Me» de la misma manera que Franklin canta «R.E.S.P.E.C.T.». En un sentido general, la narradora afirma sentirse un bicho raro y desea conquistar el mundo a pesar del desprecio que siente por él. Sumado a ello, declara en un «largo canto susurrado» que aún cree que hay esperanza en su «búsqueda de una verdadera alma gemela». Aquello se evidencia de manera más específica en las estrofas, donde utiliza la palabra hablada y declara «casi en una corriente de conciencia» I think when love is pure you try to understand the reasons why and I prefer this mystery / It cancels out my misery and gives me hope that there could be a person that loves me («Creo que cuando el amor es puro intentas entender las razones, y yo prefiero este misterio, anula mi miseria y me da esperanza de que pueda haber alguien que me ame»). A continuación, estos versos se yuxtaponen con el estribillo, en el que canta sobre ritmos house y góspel las líneas Rescue me, your love has given me hope / Rescue me, I'm drowning, baby throw out your rope («Rescátame, tu amor me ha dado esperanza; rescátame, me ahogo, cariño, lánzame tu cuerda»).
Un editor de The Daily Telegraph sugirió que en la canción, a la que nombró «confesional», se dirige de manera directa a sus seguidores y «suplica el amor y la atención que necesita» a través de las líneas You see that I'm ferocious, you see that I am weak / You see that I am silly, and pretentious and a freak («Ves que soy feroz, ves que soy débil, ves que soy tonta, presuntuosa y un fenómeno»), antes de recordar al oyente su «determinación inspiradora». De acuerdo con Sal Cinquemani de Slant Magazine, la artista da «rienda suelta» a su inclinación por la poesía y la introspección cuando recita las líneas With you I'm not a fascist / Can't play you like a toy / And when I need to dominate / You're not my little boy («Contigo no soy una fascista, no puedo jugar contigo como con un juguete; y cuando necesito dominarte, ya no eres mi niñito»). En el capítulo «Consuming Madonna Then and Now» incluido en el libro Madonna's Drowned Worlds (2004), la profesora Lisa Peñaloza observó que la letra retrataba el segundo tema predominante en la obra de la artista, después del sexo: el del amor romántico. En este sentido, señaló que el romanticismo se reflejaba en muchas de sus canciones, especialmente en «Rescue Me», en la que canta «sobre el amor como salvador» en los versos I believe in the power of love... / I believe you can rescue me («Creo en el poder del amor, creo que puedes rescatarme»). Por su parte, John E. Seery, en Political Theory for Mortals: Shades of Justice, Images of Death (1996), comentó que la obra de Madonna presenta numerosos temas diferentes y, en el caso de «Rescue Me», explora los «coqueteos con el peligro, la decadencia y la muerte». En otra observación, Mark Watts en The Madonna Companion (1999) sugirió que la frase And right while I am kneeling there I suddenly begin to care («Y justo cuando estoy arrodillada ahí, de repente empieza a importarme») era un juego de palabras y la cantante podría estar haciendo referencia al sexo oral: «Si es así, la frase parece fuera de contexto. Pero el pensamiento, la conexión por implicación parece hacer que esta línea destaque».

## Publicación
En un principio, no había planes de publicar «Rescue Me» como sencillo; en este sentido, Charlie Springer, vicepresidente de ventas de Warner Bros. Records, declaró que originalmente se había pensado que fuese solo un sencillo promocional para incrementar las ventas de The Immaculate Collection. No obstante, la canción recibió «tanta repercusión» en las estaciones de radio estadounidenses que Sire y Warner Bros. decidieron lanzarla oficialmente como el segundo sencillo del recopilatorio —después de «Justify My Love»— el 23 de febrero de 1991 en los Estados Unidos. La portada, tomada por el fotógrafo estadounidense Herb Ritts, consistió en una «seductora» imagen proveniente del videoclip de «Justify My Love»; el diseño de la funda del disco estuvo a cargo de Jeri Heiden.
Aunque tuvo aceptación en las emisoras, la estación KLVV (FM-99.5) de Utah decidió no reproducirla, así como otras canciones de Madonna como «Like a Prayer» (1989) y «Justify My Love», debido a las acusaciones de que contenían mensajes prosatánicos al reproducir los discos al revés. Starley Bush, director general de KLVV, declaró que no se trataba necesariamente de una decisión permanente, sino que los temas de la cantante estaban «en suspenso» hasta que los oyentes, a través de una encuesta, decidieran si la emisora debía volver a transmitir a la artista; prosiguió: «No intentamos censurar a nadie. La gente debe saber a qué se expone, en lugar de recibir mensajes subliminales de los que no es consciente». La decisión atrajo comentarios tanto positivos como negativos del público. Por el contrario, KZHT de Salt Lake City, otra emisora «pilar» de Madonna, declaró que no tenía planes de limitar su música y que no creía que los mensajes que pudiesen aparecer al reproducir los discos al revés tuvieran un impacto significativo en los oyentes.
«Rescue Me» se editó en vinilos de 7" y 12", en casete y en CD. En los Estados Unidos, el vinilo de 7" y el casete incluían una versión editada de la canción en la cara A —con una duración de 4:52— y una remezcla titulada «Alternative Single Mix» en la cara B. En Japón, se editó un CD de 3" con las mismas pistas el 25 de febrero, mientras que, en Australia, la lista de canciones difirió, pues en el lado A figuraba otra remezcla titulada «7" Mix» y en el lado B la versión original de la canción, de 5:31. Un maxi CD de tres pistas estuvo disponible en Australia y Europa en febrero de 1991, mientras que en EE. UU. dicho formato tuvo cinco canciones en total y se lanzó el 27 de ese mes. En el Reino Unido, dado que «Crazy for You» —original de 1985— había sido publicado antes para promocionar el recopilatorio, «Rescue Me» salió al mercado como el tercer sencillo el 1 de abril de 1991. Allí, el lado B fue «Spotlight» (1988), incluido en el vinilo de 7", en el casete y en el disco compacto.

### Remezclas
A finales de noviembre de 1990, pocos días después del lanzamiento de The Immaculate Collection, Craig Rosen y Susan Nunziata de Billboard reportaron que Sire y Warner Bros. tenían planeado publicar remezclas de «Rescue Me» en maxi sencillos utilizando la tecnología QSound. Tras su lanzamiento físico en febrero del año siguiente, se crearon un total de ocho remezclas a cargo de Pettibone, de las cuales cuatro figuraron tanto en el vinilo de 12" como en el maxi casete y cinco aparecieron en el maxi CD estadounidense. «Single Mix» es una versión editada de la original, mientras que «Titanic Vocal» es una versión extendida de poco más de ocho minutos de duración. «Houseboat Vocal» es más «simplificada» e incluye ritmos de bleep 'n' bass; inicia con un sample del anterior sencillo de Madonna «True Blue» (1986), descrito por José F. Promis de AllMusic como «ingenioso», y emplea diferentes ritmos e instrumentos en la mezcla, de los que se destaca el piano. Las dos últimas, «Lifeboat Vocal» y «S.O.S. Mix», utilizan ritmos más «agresivos»; la primera, según Larry Flick de Billboard, «podría haber sido rebautizada como "Vogue II" dadas las similitudes en las líneas de bajo y los sintetizadores», mientras que la segunda, más «animada» y llena de efectos de sonido, se asemeja a una versión de estilo dub, aunque todas ellas mantienen la voz de la cantante «más o menos intacta».
El resto de las remezclas de Pettibone —«7" Mix», «Alternate Single Mix» y «Demanding Dub»— se añadieron a otras ediciones, como el maxi casete publicado en Australia y el maxi CD exclusivo de Europa. El 10 de mayo de 1991, las cinco remezclas incluidas en el maxi CD estadounidense figuraron en un miniálbum editado en Japón, junto con otras versiones de «Express Yourself» (1989) y «Justify My Love». Por último, en diciembre de 2020 y con motivo del trigésimo aniversario de The Immaculate Collection, las remezclas «Titanic», «Houseboat» y «Lifeboat Vocal», entre otras, estuvieron disponibles en todas las plataformas digitales.
Promis comentó que las remezclas ofrecen «buenos ejemplos de lo que era la música house/dance pop a principios de los 90» y añadió que, «muchos años después de su lanzamiento original, se mantienen sorprendentemente bien, lo que hace de este sencillo una elección para el consumidor que vale la pena tanto para fanáticos como para coleccionistas». Larry Flick de Billboard elogió a Pettibone por «haberse superado esta vez al crear varias versiones nuevas que deberían adaptarse a una variedad de formatos», y concluyó que, en cualquiera de ellas, «Rescue Me» «demuestra ser mucho más sustancioso y duradero que el anterior, "Justify My Love"». De igual manera, Marc Andrews, autor del libro Madonna Song by Song (2022), aplaudió el trabajo de Pettibone y concluyó que se encargó de hacer todas las remezclas «impecablemente».

## Recepción comercial

### Estados Unidos

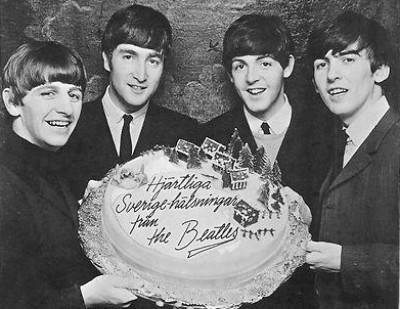
Tras ingresar en el decimoquinto puesto en el Billboard Hot 100, «Rescue Me» tuvo el mayor debut en el conteo en más de veinte años desde «Let It Be» de The Beatles (imagen), que debutó en el sexto puesto en marzo de 1970

En los Estados Unidos, Michael Ellis, de Billboard, reportó que «Rescue Me» había recibido una «difusión masiva» como un «corte del disco» (album cut); de hecho, había sido la segunda canción más añadida a las radios en la edición del 26 de enero de 1991, con un total de 113 reportes de emisoras, lo que equivalía a un puesto 30 en el conteo principal Billboard Hot 100, y, para la semana del 16 de febrero, ya había ascendido al número ocho en la lista de airplay. Sin embargo, debido a las reglas de entonces, no podía ingresar al Hot 100 debido a que aún no se publicaba de manera comercial en ese momento. Ellis pronosticó que, una vez que llegara a las tiendas en formato físico, entraría dentro de los quince primeros puestos, por lo que se convertiría en uno de los debuts más altos en la historia del conteo. Finalmente, tras su lanzamiento comercial a finales de febrero, ingresó en el decimoquinto lugar en la edición del 2 de marzo, lo que representó el quinto mayor debut en la historia del Hot 100, así como el más alto en más de veinte años desde «Let It Be», de The Beatles, que había ingresado en la sexta posición en marzo de 1970. Fue el mayor debut para un artista estadounidense en general desde «Thriller», de Michael Jackson, que entró en la vigésima casilla en 1984, y estableció un nuevo récord como el debut más alto por una solista femenina. Aunado a ello, en aquel momento fue tan solo el quinto sencillo en entrar dentro de los veinte primeros en los 33 años de historia de la lista, después de «Mrs. Brown, You've Got a Lovely Daughter» —de Herman's Hermits— y «Hey Jude», «Get Back» y «Let It Be», de The Beatles. En la semana siguiente —9 de marzo— se mantuvo en el número cinco en la lista de airplay y subió una casilla en el Hot 100; Ellis mencionó que el «impacto total» de sus primeros informes de ventas no se reflejaría hasta la edición siguiente, de manera tal que, el 16 de ese mes, la canción tuvo un incremento gradual de puntos gracias a las ventas y subió hasta la undécima posición.
Una semana después, alcanzó el puesto nueve con «notables ganancias en ventas», que a su vez se vieron contrarrestadas por pérdidas en la radio, pues el tema ya había alcanzado su máxima posición allí; con ello, se convirtió en el vigesimosegundo top diez de Madonna de un total de veintitrés entradas. Aunque las ventas seguían incrementando, descendió al decimosexto lugar en la edición siguiente, y estuvo solo ocho semanas en total, cuando hizo su última aparición el 20 de abril en el número 90, siendo el historial más corto para un sencillo top diez desde la canción novedad de 1972 «Convention '72», del grupo The Delegates. El poco tiempo que duró se debió a que ya había sido un «éxito radiofónico» durante tres meses antes de que saliera a la venta de manera comercial y entrara al Hot 100. En este sentido, el periodista y editor Fred Bronson mencionó que el formato físico se lanzó «demasiado tarde» y, para cuando el público pudo comprar el sencillo, la difusión en las emisoras ya había disminuido. En opinión de Alan Jones, de la revista Record Mirror, el Hot 100 es un «acuerdo incómodo» entre ventas físicas y difusión en la radio, con «demasiado énfasis en esta última, quizás, y cualquier canción que muera en las emisoras puede despedirse de sus posibilidades de alcanzar el número uno». Como consecuencia, se convirtió en uno de los menores éxitos de la artista, así como en el sencillo con el debut más alto que nunca alcanzó el número uno, por lo que reemplazó a «Imagine», de John Lennon, y «Thriller», de Jackson, que habían debutado en el vigésimo puesto, pero fracasaron en su intento de liderar la lista. En enero de 2012, Billboard reveló las canciones más exitosas de Sire Records en el Hot 100 y «Rescue Me» se ubicó en el número 43. Diez años después, para agosto de 2022, pasó a ser el 31.º sencillo más exitoso de la cantante en el mismo conteo.
En los demás conteos, lideró el conteo Dance Singles Sales por tres semanas seguidas y alcanzó la quinta posición en Hot 100 Airplay, la sexta tanto en Dance Club Songs como en Top 40 Radio Monitor, la undécima en Hot 100 Sales y la 56.ª en la recién creada POS Singles Sales. Además de Billboard, la canción también ingresó a varias otras listas musicales. En el conteo CHR/Pop de Radio & Records, estuvo presente diez semanas en total, dos de ellas en su posición más alta —número cuatro— y, al igual que en el Billboard Hot 100, fue su vigesimosegundo top diez y el quinto de manera consecutiva, después de «Keep It Together», «Vogue», «Hanky Panky» y «Justify My Love». Ocupó el séptimo puesto en The Hit List del periódico Observer-Reporter y el undécimo en el Top Pop Singles de Cash Box en la edición del 16 de marzo de 1991, así como al quinto en el conteo de música dance de dicha revista y en el Top 40 de Gavin Report. Fue el décimo sencillo más vendido en las listas Top 50 Singles de Hits y Top Selling Singles de Hitmakers en las semanas del 11 y 22 de marzo, respectivamente, y en esta última revista también se ubicó en el decimoséptimo puesto del conteo radial Mainstream Top 40. «Rescue Me» fue el décimo sencillo de la artista en obtener un disco de oro por parte de la Recording Industry Association of America (RIAA) tras superar el medio millón de copias vendidas en el país en mayo de 1991, tres meses después de su publicación.

### Europa
El 23 de marzo de 1991, con un total de difusión en veinticinco estaciones de radio, «Rescue Me» ingresó al puesto veintidós de la lista European Hit Radio Top 25 —que recopila informes de emisoras dirigidas a un público de entre 12 a 34 años a tiempo completo o bien durante franjas horarias específicas—, pero solo estuvo esa semana. No fue hasta un mes después, precisamente el 20 de abril, que reingresaría al decimotercer lugar, esta vez con un total de transmisión en treinta y tres estaciones, y a las dos semanas ascendió hasta el séptimo con un pequeño incremento de treinta y siete emisoras. En el European Airplay Top 50 —que, a diferencia del anterior conteo, recopila informes de emisoras dirigidas a todo el público en general— tuvo un recibimiento más bajo en comparación y alcanzó la vigesimosexta posición en la edición del 1 de junio de 1991. En el Eurochart Hot 100 Singles, alcanzó la tercera casilla solo por detrás de «Joyride» del dúo sueco Roxette y «Wind of Change» de la banda alemana Scorpions, por lo que se convirtió en el vigesimoprimer top diez de Madonna de un total de veintiséis entradas en la lista hasta ese momento. Permaneció doce semanas en total y fue el único sencillo de la artista en entrar a la lista en 1991. A finales del año, se ubicó en los números 67 y 90 en las listas anuales de European Hit Radio y Eurochart Hot 100, respectivamente.
En el UK Singles Chart del Reino Unido, debutó por primera vez el 9 de marzo de 1991 en el número 84, aunque solo permaneció una semana. Un mes después, concretamente el 13 de abril, reingresó a la cuarta posición del UK Singles Chart el 13 de abril de 1990, lo que significó el vigesimoquinto top diez de Madonna y su octavo sencillo en ingresar directamente entre los cinco primeros lugares. Una semana después, ascendió hasta la tercera posición, solo por detrás de «The One and Only» del cantante Chesney Hawkes y «Sit Down» de la banda James, y permaneció nueve semanas en total. En la lista de música dance, ocupó el séptimo puesto en la edición del 20 de abril. Fue el 79.º sencillo más vendido de 1991 y vendió 134 764 copias en el país para agosto de 2008, según datos oficiales de Music Week. Ocupó el segundo lugar de los más vendidos en Islandia, el tercero en Irlanda y el cuarto en Dinamarca y Finlandia; en este último país, se convirtió en el decimosexto sencillo de la cantante en ubicarse entre los diez primeros y también alcanzó la novena posición en la lista de radios. En los Países Bajos, la canción ingresó a dos listas musicales: Nederlandse Top 40, donde logró la máxima posición en el número nueve, y Single Top 100, donde ocupó el número diez y estuvo presente un total de nueve semanas; para fin de año, quedó en el puesto 94 de los sencillos más exitosos. En los demás mercados europeos, alcanzó el décimo puesto en Noruega, el undécimo en Suiza, el duodécimo en Italia, el decimoquinto en Polonia, el decimoctavo en Bélgica, el vigesimoprimero en Alemania y Francia y el vigesimoséptimo en Suecia.

### Otros mercados
En Australia, ingresó al trigésimo primer puesto de la lista ARIA Top 50 Singles el 10 de marzo, y el 31 de ese mes subió hasta el decimoquinto; en total, estuvo nueve semanas presente. El recibimiento comercial en Nueva Zelanda fue un poco menor: si bien se ubicó en la decimoctava casilla del conteo oficial el 31 de marzo, solo permaneció seis semanas en total. En Singapur, el tema alcanzó el puesto cinco en la lista elaborada por la Rediffusion Singapore el 21 de abril de 1991, y en Japón, pese a que no ingresó al conteo oficial de Oricon, vendió 14 510 copias en formato CD durante ese año.
En Canadá, «Rescue Me» debutó en el puesto 96 del Top 100 Singles de RPM el 2 de febrero de 1991, mientras el anterior sencillo «Justify My Love» ascendía a lo más alto; ocho semanas después, precisamente el 30 de marzo, ascendió hasta el séptimo lugar y permaneció quince semanas en total, cuando hizo su última aparición el 11 de mayo en el número 97. Asimismo, ingresó a la quinta casilla en el conteo de música dance en la edición del 27 de abril. En las listas anuales de 1991, finalizó en los números 43 y 55 en Dance Singles y Top 100 Hit Tracks, respectivamente. Además de RPM, la canción alcanzó el tercer puesto en la lista radial Contemporary Hit Radio y el cuarto en la de ventas Retail Singles —después de «I've Been Thinking About You» de Londonbeat, «Joyride» de Roxette y «Here We Go» de C+C Music Factory—, ambas elaboradas por la revista The Record.

## Recepción crítica
| No podemos negar que Madonna ha caído en una grave racha de pretenciosidad en algún momento de los últimos quince años, pero podemos rastrear esta tendencia hasta una canción increíble: «Rescue Me» combina el amor de Madonna por la angustia hablada y la autorrevelación con un gran estribillo de puro soul. —Louis Virtel de Logo (febrero de 2012). |

En términos generales, «Rescue Me» obtuvo reseñas favorables de los críticos y periodistas musicales, quienes elogiaron la producción y la voz de Madonna y la consideraron una de las más destacadas de su carrera. Por ejemplo, Larry Flick de Billboard resaltó los instrumentos y la mezcla «estelar» del productor, así como la interpretación vocal «más potente de Madonna hasta la fecha». De manera similar, Bill Coleman de la misma revista reconoció el «notable crecimiento» de Pettibone como compositor y productor y sintió que la artista había ofrecido «su actuación más conmovedora hasta ahora». Además, opinó que era «igualmente intrigante» que «Justify My Love» y concluyó que «los DJ estarán encantados de descubrir estos temas potentes». Tom Breihan de Stereogum le otorgó un 7 como nota y subrayó que la canción destacó por el «nuevo estilo vocal» de la artista. En su reseña al recopilatorio Celebration (2009), Eric Henderson de Slant Magazine opinó que representaba la «parte positiva» de The Immaculate Collection y agregó que está considerado por los admiradores de la intérprete como uno de los mejores trabajos de su carrera. Daryl Easlea afirmó que las dos pistas nuevas fueron las «de mayor interés» en el álbum, en tanto que Matthew Rettenmund, autor de la Encyclopedia Madonnica (1995), aseguró que estaba entre lo mejor de su discografía y sintió que era decepcionante que la canción, con una letra y voz «desafiantes», tuviese su origen en un álbum de grandes éxitos. Igualmente, Chris Gerard de Metro Weekly afirmó que era una «lástima» que fuese incluida en The Immaculate Collection en lugar de Erotica (1992), el siguiente trabajo discográfico de Madonna. Matthew Barton de The Quietus observó que la producción de «Rescue Me» era la «clave» del sonido de Erotica e «insinuaba» la dirección que tomaría la cantante posteriormente. J. Randy Taraborrelli lo caracterizó como un tema dance «clásico» y «vibrante»; en un análisis a la discografía de Madonna, Rolling Stone lo describió como «muy digno» y «sensual»; y Pieter de Bruyn Kops de Music & Media lo calificó como «brillante». John Martinucci de Gavin Report escribió que combinaba «el sonido y estilo de ella de ayer y hoy», y Nick Levine de Vice creyó que era «igualmente vigoroso y emocionante» que «Vogue». James Hamilton de Record Mirror subrayó el coro de góspel interrumpido a ratos por la voz «rasposa» de Madonna.
Con respecto a la letra, James Rose del sitio Daily Review señaló que, en temas como «Rescue Me», Madonna «inicia una fase de su carrera que oscila entre la autoexplotación cínica y la autoexpresión valiente», con «vídeos subidos de tono, letras explícitas y ritmos de boudoir [que] se convirtieron en el pan de cada día de la mujer que ahora lleva el nombre más grande de la música popular». De manera similar, Matthew Hocter de Albumism expresó que el tema —junto con «Vogue» y «Justify My Love»— siguió la línea con «vídeos prohibidos, letras censuradas y un coraje y valor no vistos en ninguna intérprete femenina hasta ese momento». Leah Greenblatt de Entertainment Weekly le otorgó una «B+» y escribió que la intérprete «nunca necesitó que un hombre la salvara, pero aun así se lo pidió en esta ronca llamada de socorro hecha para la pista de baile». Matthew Rettenmund sostuvo que era una de las canciones «más atrevidas» de la cantante desde el punto de vista de la letra, aunque señaló que tenía similitudes con «Power of Love» (1990) de la banda estadounidense Deee-Lite. Alan Jones de Music Week lo describió como un tema «rítmicamente apropiado para la pista de baile que también brillará en las tiendas minoristas. Su consistencia es asombrosa». Andrew Harrison de Select opinó que parecía un «entrenamiento de baile más habitual de Madonna, con cuerdas histriónicas», pero observó que la canción jugaba con su «ambigua vulnerabilidad, la inquietante mezcla de depredación sexual y sumisión que da a los temas de Madonna una ventaja frente a los de Paula Abdul, que solo tienen una estrofa y un estribillo». Rikky Rooksby consideró a la letra de cliché y la voz gutural de Madonna «desacertada», pero afirmó que el final era «lo mejor» del tema. En una reseña desfavorable, David Browne de Entertainment Weekly le pareció una «pobre versión nueva» de «Vogue» y agregó que el tema no «abría caminos nuevos para ella». No tan distante, la revista argentina Pelo la tachó de «poco original» y sintió que era solo un intento de «una Madonna más interesada por el cine y el jet set que por la música». Drew Mackie de People declaró que, si bien era «sólida», no era «tan icónica, célebre o importante» como las demás pistas de The Immaculate Collection; agregó: «No es un ataque contra la canción, pero cuando eres el nuevo sencillo que no es "Justify My Love" y debutas en un álbum de grandes éxitos, vas a parecer el más flojo».
Larry Flick de Billboard la calificó como la séptima mejor canción de 1990, y el sitio Chart Beats la clasificó en el 129.º puesto de las 250 más destacadas de 1991. Bruce Pollock la consideró una de las 7500 canciones más importantes de la era del rock and roll. En reseñas retrospectivas, Robbie Daw de Idolator la clasificó en el décimo puesto en la lista de las «diez mejores canciones de Madonna que la radio olvidó» y expresó que inició el periodo de la cantante de principios de los años 1990 «en el que cotorreaba las canciones en lugar de cantarlas». Mike Wass del mismo sitio lo denominó el tema más infravalorado del álbum y lamentó que se convirtiera en «una nota a pie de página en la sagrada discografía de Madonna, lo cual es una lástima, porque fue un éxito revolucionario, a su manera». Añadió que, en cierto modo, el tema podía considerarse una «pieza complementaria de "Vogue". La ejecución no es tan majestuosa, pero juega con las mismas ideas». El sitio The Guy Liner lo nombró uno de los sencillos «olvidados» de la discografía de Madonna, mientras que Justin Myers de la Official Charts Company lo consideró uno de los «tesoros escondidos» de su carrera; este último comentó además que era una «pena» que la canción no fuese recordada y resaltó que «canta como si recitara poesía en las estrofas, con algunas de sus letras más impresionantes, antes de darlo todo en el estribillo». Otros medios de comunicación, tales como Dallas Observer, Gay Star News, LA Weekly, Logo, Parade, Slant Magazine y Vice, lo incluyeron entre los cuarenta temas más destacados de toda su carrera. Michael Cooper de LA Weekly concluyó que, aunque no sea su canción más famosa, «fue innovadora para su época y cierra perfectamente la brecha entre la Madonna de los ochenta y la de los noventa».

## Promoción y presentación
En la edición del 24 de noviembre de 1990 de la revista Billboard, Craig Rosen y Susan Nunziata reportaron que «Rescue Me» tendría un videoclip y utilizaría la tecnología QSound. Sin embargo, dado que en un principio Warner Bros. no tenía planeado lanzarlo como sencillo, sumado a su posterior publicación «tardía», finalmente no se filmó ningún videoclip oficial. A pesar de ello, en algunos territorios se difundió un vídeo «barato y sin gracia» en el que aparecían, de manera «incongruente», imágenes tomadas de la gira Who's That Girl World Tour (1987). Poco tiempo después, la canción se utilizó en un anuncio protagonizado por Madonna para la marca de cosméticos japonesa Elle Seine Pure Aesthetic.
«Rescue Me» ha sido uno de los temas que la artista nunca interpretó en vivo. En julio de 2019, casi treinta años después de su lanzamiento, compartió en sus redes sociales un vídeo en el que ensayaba el tema junto con la Orquestra de Batukadeiras para el Madame X Tour (2019-2020). Finalmente, formó parte del repertorio de dicha gira, pero como un interludio de baile, después de «Extreme Occident» —de su álbum Madame X (2019)— y antes de «Frozen» (1998). La cantante no estuvo en el escenario, sino que el tema sirvió como una pausa tras finalizado uno de los actos del concierto y contó con la presencia de los bailarines, quienes, formando una fila, «convulsionaban elegantemente» al borde del escenario con respiraciones «irregulares», mientras de fondo se escuchaban algunos versos hablados de la canción.
Como reseñas, Jon Pareles de The New York Times comentó que fue uno de los momentos de baile «más impactantes» de la noche, opinión que coincidió con Andrew Wendowski de Music Mayhem Magazine, que señaló que las «rutinas de baile perfectamente coreografiadas» de los bailarines se notaron en todas las canciones del espectáculo, especialmente durante la «dramática parte» de «Rescue Me». Bradley Stern de la revista Paper, por el contrario, sintió que estuvo «a kilómetros de distancia» de ser una interpretación en vivo. La actuación apareció en el documental de la gira, Madame X, estrenado en el canal MTV y en la plataforma Paramount+ en octubre de 2021, así como en el álbum en vivo Madame X: Music from the Theater Xperience, publicado ese mismo mes, bajo el título «Breathwork».

## Versiones de otros artistas
Un sample vocal de la remezcla Titanic Mix de «Rescue Me» se incluyó en la canción «Ladies Choice», perteneciente al EP Year of the Ladies (1993) de la banda británica Noise Factory, publicado en un vinilo de 12" por la discográfica 3rd Party. En 1995, la compañía profesional Jazz Dance Theater de Ann Arbor dedicó un segmento a la música de Madonna en su espectáculo de jazz; titulada «The Coming», fue la última sección del concierto e incluyó canciones como «Vogue», «Justify My Love» y «Rescue Me», entre otras. En su reseña al concierto en el teatro Lydia Mendelssohn de Míchigan, Kerry Klaus de The Michigan Daily declaró que el tema fue un final «lleno de energía y apropiado para esta exhibición de emociones y técnica fina y emociones». En 1998, la artista Lady Veronica interpretó «Rescue Me» para el álbum tributo Madonnamania.
La banda Knew Order grabó el tema para los discos homenajes Strike the Pose de 1999 y Truly Blue: Tribute to Madonna, publicado en enero de 2000. En marzo de ese mismo año, la cantante estadounidense Adeva realizó su propia versión house de la canción, misma que se incluiría en Virgin Voices 2000: A Tribute to Madonna, de la discográfica Cleopatra Records, Virgin Voices de 2003 y en el álbum doble Tribute to Madonna: Like a Virgin de 2004. Una versión instrumental realizada por la Sunset Lounge Orchestra figuró en el recopilatorio The Madonna Cool Down Experience - Part 1, puesto a la venta por el sello Smith & Co. en febrero de 2008. El tema figuró en el primer volumen del álbum homenaje de la agrupación Strike A Pose a la cantante, lanzado en octubre de 2009 a través de la compañía One Media Publishing.

## Lista de canciones y formatos
| 7" / Casete / CD de 3" |                                    |          |  |
| N.º                    | Título                             | Duración |  |
| 1.                     | «Rescue Me» (Single Mix)           | 4:52     |  |
| 2.                     | «Rescue Me» (Alternate Single Mix) | 4:57     |  |

| 7" / Casete |                              |          |  |
| N.º         | Título                       | Duración |  |
| 1.          | «Rescue Me» (7" Mix)         | 4:52     |  |
| 2.          | «Rescue Me» (versión del LP) | 5:31     |  |

| 7" / Casete |                              |          |  |
| N.º         | Título                       | Duración |  |
| 1.          | «Rescue Me» (LP Version Mix) | 4:52     |  |
| 2.          | «Spotlight» (versión del LP) | 6:25     |  |

| 12" / Maxi casete |                             |          |  |
| N.º               | Título                      | Duración |  |
| 1.                | «Rescue Me» (Titanic Vocal) | 8:15     |  |
| 2.                | «Rescue Me» (Demanding Dub) | 5:20     |  |
| 3.                | «Rescue Me» (7" Mix)        | 4:53     |  |

| 12" |                             |          |  |
| N.º | Título                      | Duración |  |
| 1.  | «Rescue Me» (Titanic Mix)   | 8:17     |  |
| 2.  | «Rescue Me» (Houseboat Mix) | 6:56     |  |
| 3.  | «Rescue Me» (Lifeboat Mix)  | 5:20     |  |

| 12" / Maxi casete |                               |          |  |
| N.º               | Título                        | Duración |  |
| 1.                | «Rescue Me» (Titanic Vocal)   | 8:15     |  |
| 2.                | «Rescue Me» (Lifeboat Vocal)  | 5:20     |  |
| 3.                | «Rescue Me» (Houseboat Vocal) | 6:56     |  |
| 4.                | «Rescue Me» (S.O.S. Mix)      | 6:23     |  |

| CD  |                              |          |  |
| N.º | Título                       | Duración |  |
| 1.  | «Rescue Me» (LP Version Mix) | 4:56     |  |
| 2.  | «Rescue Me» (Titanic Mix)    | 8:17     |  |
| 3.  | «Spotlight» (versión del LP) | 6:26     |  |

| Maxi CD |                               |          |  |
| N.º     | Título                        | Duración |  |
| 1.      | «Rescue Me» (Single Mix)      | 4:53     |  |
| 2.      | «Rescue Me» (Titanic Vocal)   | 8:15     |  |
| 3.      | «Rescue Me» (Houseboat Vocal) | 6:56     |  |
| 4.      | «Rescue Me» (Lifeboat Vocal)  | 5:20     |  |
| 5.      | «Rescue Me» (S.O.S. Mix)      | 6:23     |  |

| Maxi CD |                             |          |  |
| N.º     | Título                      | Duración |  |
| 1.      | «Rescue Me» (7" Mix)        | 4:53     |  |
| 2.      | «Rescue Me» (Titanic Vocal) | 8:15     |  |
| 3.      | «Rescue Me» (Demanding Dub) | 5:20     |  |

| Rescue Me (Remixes) (12", maxi casete, maxi CD) |                               |          |  |
| N.º                                             | Título                        | Duración |  |
| 1.                                              | «Rescue Me» (S.O.S Mix)       | 6:24     |  |
| 2.                                              | «Rescue Me» (Lifeboat Vocal)  | 5:20     |  |
| 3.                                              | «Rescue Me» (Houseboat Vocal) | 6:57     |  |

| CD miniálbum (1991) |                                          |          |  |
| N.º                 | Título                                   | Duración |  |
| 1.                  | «Justify My Love» (Q-Sound Mix)          | 4:58     |  |
| 2.                  | «Justify My Love» (Orbit 12" Mix)        | 7:19     |  |
| 3.                  | «Justify My Love» (Hip Hop Mix)          | 6:35     |  |
| 4.                  | «Express Yourself» (1990)                | 9:34     |  |
| 5.                  | «Justify My Love» (The Beast Within Mix) | 6:14     |  |
| 6.                  | «Rescue Me» (Single Mix)                 | 4:54     |  |
| 7.                  | «Rescue Me» (Titanic Vocal)              | 8:17     |  |
| 8.                  | «Rescue Me» (Houseboat Vocal)            | 6:58     |  |
| 9.                  | «Rescue Me» (Lifeboat Vocal)             | 5:19     |  |
| 10.                 | «Rescue Me» (S.O.S. Mix)                 | 6:25     |  |

| Digital (2021) |                                    |          |  |
| N.º            | Título                             | Duración |  |
| 1.             | «Rescue Me»                        | 4:56     |  |
| 2.             | «Rescue Me» (Titanic Vocal)        | 8:16     |  |
| 3.             | «Rescue Me» (Houseboat Vocal)      | 6:58     |  |
| 4.             | «Rescue Me» (Lifeboat Vocal)       | 5:19     |  |
| 5.             | «Rescue Me» (S.O.S. Mix)           | 6:25     |  |
| 6.             | «Rescue Me» (Demanding Dub)        | 5:21     |  |
| 7.             | «Rescue Me» (Alternate Single Mix) | 5:07     |  |

## Posicionamiento en listas
| País/Continente   | Lista (1991)                      | Posición más alta |
| ----------------- | --------------------------------- | ----------------- |
| Alemania          | Offizielle Deutsche Charts        | 21                |
| Australia         | ARIA Top 50 Singles               | 15                |
| Bélgica (Flandes) | Ultratop 50 Singles               | 18                |
| Canadá            | RPM Top 100 Tracks                | 7                 |
| Canadá            | RPM Dance                         | 5                 |
| Canadá            | The Record Retail Singles         | 4                 |
| Canadá            | The Record Contemporary Hit Radio | 3                 |
| Dinamarca         | IFPI                              | 4                 |
| Estados Unidos    | Billboard Hot 100                 | 9                 |
| Estados Unidos    | Dance Club Songs                  | 6                 |
| Estados Unidos    | Dance Singles Sales               | 1                 |
| Estados Unidos    | Hot 100 Airplay                   | 5                 |
| Estados Unidos    | Hot 100 Sales                     | 11                |
| Estados Unidos    | POS Singles Sales                 | 56                |
| Estados Unidos    | Top 40 Radio Monitor              | 6                 |
| Estados Unidos    | Cash Box Top 100 Pop Singles      | 11                |
| Estados Unidos    | Cash Box Rap/Dance Singles        | 5                 |
| Estados Unidos    | Gavin Report Top 40               | 5                 |
| Estados Unidos    | Hitmakers Mainstream Top 40       | 17                |
| Estados Unidos    | Hitmakers Top Selling Singles     | 10                |
| Estados Unidos    | Hits Top 50 Singles               | 10                |
| Estados Unidos    | Observer-Reporter The Hit List    | 7                 |
| Estados Unidos    | Radio & Records CHR/Pop           | 4                 |
| Europa            | Eurochart Hot 100 Singles         | 3                 |
| Europa            | European Hit Radio                | 7                 |
| Europa            | European Airplay Top 50           | 26                |
| Finlandia         | Suomen virallinen lista           | 4                 |
| Francia           | SNEP                              | 21                |
| Irlanda           | IRMA                              | 3                 |
| Islandia          | Íslenski listinn                  | 2                 |
| Italia            | Musica e dischi                   | 12                |
| Noruega           | VG-lista                          | 10                |
| Nueva Zelanda     | RMNZ                              | 18                |
| Países Bajos      | Nederlandse Top 40                | 9                 |
| Países Bajos      | Single Top 100                    | 10                |
| Polonia           | LP3                               | 15                |
| Reino Unido       | UK Singles Chart                  | 3                 |
| Reino Unido       | Top Dance Singles                 | 7                 |
| Singapur          | Rediffusion Singapore             | 5                 |
| Suecia            | Sverigetopplistan                 | 27                |
| Suiza             | Schweizer Hitparade               | 11                |

| País/Continente | Lista (1991)                  | Posición |
| --------------- | ----------------------------- | -------- |
| Canadá          | RPM Top 100 Tracks            | 55       |
| Canadá          | RPM Dance                     | 43       |
| Estados Unidos  | Billboard Dance Singles Sales | 40       |
| Estados Unidos  | Gavin Report Top 40           | 75       |
| Estados Unidos  | Radio & Records CHR/Pop       | 50       |
| Europa          | Eurochart Hot 100 Singles     | 90       |
| Europa          | European Hit Radio            | 67       |
| Países Bajos    | Single Top 100                | 94       |
| Reino Unido     | UK Singles Chart              | 79       |

## Certificaciones y ventas
| País (organismo certificador) | Certificación | Unidades certificadas/Ventas |
| ----------------------------- | ------------- | ---------------------------- |
| Estados Unidos (RIAA)         | Oro           | 500 000                      |
| Japón (Oricon)                | —             | 14 510                       |
| Reino Unido                   | —             | 134 764                      |

## Créditos y personal

### Dirección
- Grabación en Axis Recording (Nueva York)
- Mezcla en Sound Works (Nueva York)
- Masterización en Sterling Sound (Nueva York)

### Personal
- Madonna: voz, composición, producción
- Shep Pettibone: composición, producción, mezcla, teclado, programación
- Dian Sorel: coros
- Catherine Russell: coros
- Lillias White: coros
- Peter Schwartz: teclado, programación
- Joe Moskowitz: programación adicional
- Tony Shimkin: edición
- Junior Vasquez: remezcla
- P. Dennis Mitchell: ingeniería
- Curt Frasca: asistente de ingeniería
- John Partham: asistente de ingeniería
- Goh Hotoda: mezcla
- Ted Jensen: masterización
- Herb Ritts: fotografía
- Jeri Heiden: diseño

Créditos adaptados de las notas del vinilo de 12" de «Rescue Me» y del álbum The Immaculate Collection.